# Felice Varesi
Felice Varesi (Calais, 1813 – Milano, 13 marzo 1889) è stato un baritono italiano di origine francese.

## Biografia

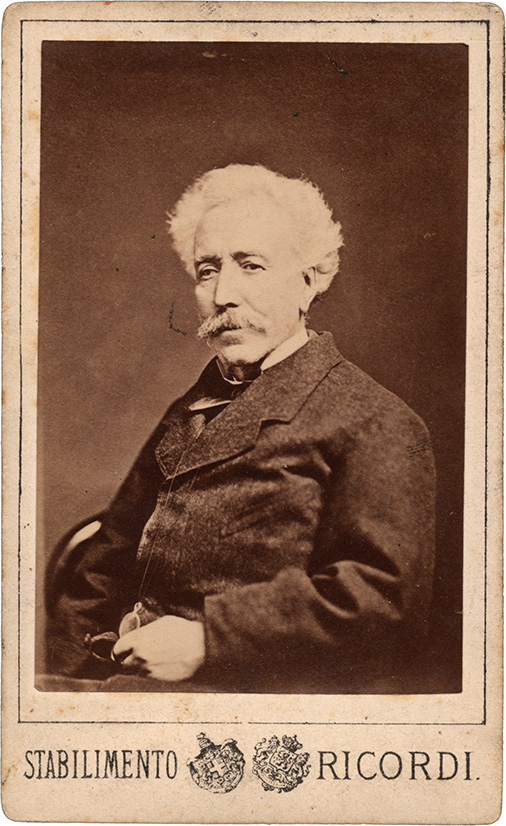
Ritratto di Felice Varesi

Esordì a Varese nel 1834 ed ebbe in repertorio, durante la prima parte della sua trentennale carriera, soprattutto opere di Gaetano Donizetti, del quale tenne a battesimo Linda di Chamounix (Vienna, 1842). Scritturato al Teatro Regio di Torino con Eugenia Tadolini e Carlo Guasco per la stagione 1843-44, fu interprete di un'infelice Giovanna I di Napoli di Pietro Antonio Coppola e dell'esordio torinese de I Lombardi alla prima crociata, opera che, con tutta probabilità segnò il suo primo contatto con Giuseppe Verdi.
Negli anni a venire il Varesi, che era andato specializzandosi nel repertorio verdiano, riscosse un enorme successo quale creatore del ruolo di protagonista del Macbeth (Firenze, 1847) e, soprattutto, del Rigoletto (Venezia, 1851), melodramma del quale, grazie anche al suo fisico "basso, tarchiato, un po' sbilenco" (Gino Monaldi), egli seppe dare un'interpretazione scenico-vocale rimasta a lungo insuperata. Non altrettanto fortunato fu il suo Giorgio Gérmont (La traviata) e proprio la mancata comprensione del personaggio da parte di Varesi rappresentò uno dei motivi alla base del "fiasco" della prima rappresentazione della Traviata (Teatro La Fenice, Venezia, 6 marzo 1853).
Varesi fu uno tra i più grandi baritoni verdiani. La sua voce, benché "vibrante, sonora e pastosa" (Monaldi), non aveva i crismi dell'eccezione, ma Varesi riuscì a trasfondere la sua natura calda e appassionata nell'incisività del fraseggio e nell'impetuosità dell'espressione: un po' inferiore ad altri nel repertorio donizettiano e belliniano, Varesi trovò dunque in Verdi "quel non so che di violento, di febbrile, e quasi di aspro e selvaggio" (Monaldi) che ben si confaceva alle qualità intrinseche del suo temperamento.
Morì a Milano nel 1889.

## Ruoli creati
- Il ruolo del titolo in Corrado d'Altamura di Federico Ricci (16 novembre 1841, Milano)
- Antonio in Linda di Chamounix di Donizetti (19 maggio 1842, Vienna)
- Il ruolo del titolo in Macbeth di Verdi (14 marzo 1847, Firenze)
- Il ruolo del titolo in Rigoletto di Verdi (11 marzo 1851, Venezia)
- Giorgio Germont ne La traviata di Verdi (6 marzo 1853, Venezia)